# 中沢新一
中沢 新一（なかざわ しんいち、1950年5月28日 - ）は、日本の宗教史学者・文化人類学者。
千葉工業大学日本文化再生研究センター所長。京都大学こころの未来研究センター特任教授。秋田公立美術大学客員教授。
チベット密教と構造主義をつなげた『チベットのモーツァルト』（1984年）が、斬新な切り口で話題になる。現代思想界の代表格として活躍。著書に『森のバロック』（1992年）、『野生の科学』（2012年）など。

## 人物
クロード・レヴィ＝ストロース、フィリップ・デスコーラ、ジャック・ラカン、ジル・ドゥルーズ等の影響を受けた現代人類学と、南方熊楠、折口信夫、田邊元、網野善彦等による日本列島の民俗学・思想・歴史研究、さらに自身の長期的な修行体験に基づくチベット仏教の思想研究などを総合した独自の学問「対称性人類学」を提唱する。
2011年の東日本大震災以降は、エネルギー問題、現代における政治参加の問題についても思考しており、実践的な活動として2013年には「グリーンアクティブ」を設立した。

## 略歴
1950年、山梨県山梨市生まれ。少年時代は父・厚に連れられ、しばしば山梨県内の遺跡や民俗信仰の痕跡に調査に出かけていたという。東大紛争で東大入試が中止になった世代であり、早稲田大学文学部に入学するも仮面浪人を経て、翌年には東京大学理科二類に入学。当初は生物学者を目指すも、植島啓司に誘われて宗教学者の柳川啓一の講義を聴講し、それがきっかけで宗教学に転じて文学部宗教史学科に進む。

### 柳川啓一ゼミ
東京大学文学部宗教史学科で柳川啓一のゼミに所属。柳川の理論のひとつは「宗教の中心にあるのは「イニシエーション」である」というもので、人は（通過儀礼）において「聖なるもの」を体験することで子どもから脱して大人になることができるという主張だった。宗教学者は本を読むだけでなく、イニシエーションを直接体験しなければならないということで、柳川ゼミでは、聖なるものを体験させてくれる宗教を見つけて「潜り込み」調査をする、あるいは自ら信者になって体験するということが行われていた。

### ネパールへ
中沢はその対象にチベット密教を選び、大学院人文科学研究科博士課程在籍中の1979年（昭和54年）、チベット密教の修行のためにネパールへ赴いた。チベット学者の石濱裕美子によると、中沢がチベット密教に興味を持ったきっかけは、ドイツ人アナガーリカ・ゴーヴィンダまたはラマ・ゴーヴィンダ、本名エルンスト・ロタル・ホフマン（1898年 – 1985年）の自伝的著作『白雲の彼方に』である。カトマンズ盆地のボダナートに住んでいた亡命チベット人ラマであるケツン・サンポ・リンポチェ（1920年-2009年）に師事し、亡命ニンマ派の初代管長ドゥジョム・リンポチェやその跡を継いだディンゴ・ケンツェー・リンポチェにも会った。中沢が師と仰ぐケツン・サンポ（転生活仏ではないが後にケツン・サンポ・リンポチェと尊称される）は、ゲルク派の僧院で学問を修めたことのあるニンマ派のラマで、還俗して在家密教行者（ンガッパ）となった人物である。1959年にインドに亡命し、翌年ダライ・ラマ14世の要請でドゥジョム・リンポチェの代理として日本に派遣され、10年間、東洋文庫の研究員を務めながら東京大学などでも教鞭を執っていた。チベット学者の山口瑞鳳は彼は東洋文庫で自分の助手をしており、日本語が堪能であったと述べている。以後、ネパール、インド、シッキム、ブータン等で、ゾクチェンと呼ばれるチベット思想や瞑想修行法を学ぶ。「仏教の出てくる根源」への関心から行ったこの修行の影響が、後の中沢の思想を大きく特徴づけるものとなる。1981年、チベット難民の住む土地での寺院建立に向けて、ケツン・サンポとの共著名義で『虹の階梯 - チベット密教の瞑想修行』を出版する。

### 体外離脱体験
チベット密教の修業を始めて7日目の晩、いつものようにヘックという掛け声とともに心滴を頭頂から抜き去った瞬間に体外離脱が起きたと主張する。中沢はこの時、自分が身体の外にいて自分自身の肉体を見下ろしていることに気付いた。中沢は師であるラマに嬉々としてこの様子を話したが、ラマは冷淡に体外離脱体験の価値を否定するとともに、瞑想によって体験した意識の状態の絶対化を戒めた。このことにより、中沢は一気に不安な状態へ追い込まれる。

### ネパール帰国後
1982年にネパールより帰国。博士課程を満期退学し、1983年4月から1993年まで山口昌男のもとで東京外国語大学アジア・アフリカ言語文化研究所助手を務める。1983年、『チベットのモーツァルト』（せりか書房）を発表。同書は、同じく現代思想的な内容を扱った浅田彰の『構造と力』とともに同年の話題書となり、2冊は人文書としては異例の売り上げを果たした。世界的な人類学の再編成が行われた1970年代にはみずからの研究分野を文化人類学の一領域としての宗教人類学に限定したが、『チベットのモーツァルト』以後の領域横断的な活動によって、中沢は一部で新しいアカデミズムのスタイルを体現する知識人として受け入れられ、人気を博した。中沢・浅田のふたりは、前後にデビューした他の若手研究者とともに「ニュー・アカデミズムの旗手」に祭り上げられる。しかし、本人は「当時ニュー・アカデミズムと呼ばれた一種の言語構築主義に対する反発」から、ダーシー・トムソンの生物学、ゲーテの自然論、デューラーの人相学等から影響を受けたというレヴィ＝ストロースの神話研究や、人里離れた熊野の森の中で華厳経の研究を行った南方熊楠の思想に惹き付けられ、その成果として『雪片曲線論』（青土社）という論集が書かれたという。
1987年から1988年に東京大学で中沢を教官として受け入れるか否かを巡り騒動が起きる（東大駒場騒動）。1989年から1991年は国際日本文化研究センター研究員を務める。1992年（平成4年）、南方熊楠についての包括的な研究『森のバロック』（せりか書房）を発表。最新の社会学、カルチュラル・スタディーズなど現代思想の表舞台には背を向け、『東方的』（1991年）、『森のバロック』、『はじまりのレーニン』（1994年）など、反時代的な人物や思想を取り上げる反時代的な書物を書き上げることに熱中したという。
1993年に『チベット死者の書』として知られるニンマ派の『バルド・トェ・ドル』やそれに関連するゾクチェンの思想について述べた『三万年の死の教え - チベット『死者の書』の世界』を発表。NHKで放映された『NHKスペシャル チベット死者の書』の脚本も担当し、評判を呼んだ。著者によれば、本書は『バルド・トェ・ドル』の仏教としての正統性を問う以前に、その思想を人類の精神史という普遍的な文脈において論じようとしたものである（チベット学者の山口瑞鳳は、埋蔵経典である『バルド・トェ・ドル』は偽経であると批判している）。
1993年には中央大学に新設された総合政策学部に教授として就任。同じく1997年に新設された中央大学大学院総合政策研究科教授を兼任する（2006年3月まで。2006年度は同客員教授）。1998年にはチベット仏教ニンマ派の伝承するゾクチェン思想の翻訳・伝承の採集など基礎研究活動を目的とするゾクチェン研究所を設立。2006年4月、中央大学から多摩美術大学に移籍し、「21世紀の人間の学を、芸術を機軸とし人類学を基盤として再構築するため」の新たな研究拠点として多摩美術大学芸術人類学研究所（IAA）を開設。同大学美術学部芸術学科教授を兼務しつつ、初代所長として「芸術の発生学」「神話の生命力」「野外をゆく詩学」「ユーロアジアをつらぬく美の文明史」「生命と脳」「平和学の構築」という６部門の研究プロジェクトを推進した。こうした研究成果は、2011年に第二代所長に就任した鶴岡真弓に引き継がれる。また、2006年6月より糸井重里の主催する「ほぼ日刊イトイ新聞」で「芸術人類学研究所 青山分校！と題する全７回の講義を実施。2011年、日本文明の潜在能力を目覚めさせ21世紀に必要とされる「新しい学」の創出をめざす「明治大学 野生の科学研究所」（ISS）が設立され、その所長に就任。同時期に多摩美術大学美術学部芸術学科客員教授。その後明治大学特任教授/野生の科学研究所所長を退任し、2022年現在、現職に至る。2013年（平成25年）より河合隼雄学芸賞選考委員を務める。

## 受賞歴
- 1984年：サントリー学芸賞（思想・歴史部門）（『チベットのモーツァルト』）
- 1991年：第20回ベストドレッサー賞（学術・文化部門）
- 1993年：第44回読売文学賞（評論・伝記賞）（『森のバロック』）
- 1996年：第4回斎藤緑雨賞（『哲学の東北』）
- 2001年：第12回伊藤整文学賞（評論部門）（『フィロソフィア・ヤポニカ』）
- 2004年：第3回小林秀雄賞（『対称性人類学 カイエ・ソバージュV』）
- 2006年：第9回桑原武夫学芸賞（『アースダイバー』）
- 2016年：第26回南方熊楠賞（人文の部）（『アースダイバー』ほか）[27]

## 評価
中沢の最初の単行本である『虹の階梯 - チベット密教の瞑想修行』（1981年、出版元は新宗教阿含宗の関連会社である平河出版社）に対しては、仏教学者の袴谷憲昭は、日本においてチベット密教を無批判に礼賛する傾向を牽引したと評している。『虹の階梯』出版当時、アメリカはチベット仏教ブームにあったが、これは1960年代のアメリカのヒッピー文化の延長線上のもので、チベット仏教の神秘的密教的側面のみを強調し、これを無批判に礼賛する傾向にあった。この傾向は、日本においても中沢を一種の理論的リーダーとする若者のあいだで強まっていき、1993年秋にNHKが2回にわたって放送した中沢監修によるNHKスペシャル『チベット死者の書』でピークに達した。袴谷は、オウム真理教の事件もチベット密教ブームのピークを象徴するものであったと述べている。
常に領域横断的な研究活動を続け、特定の学会におけるポジションや権威とは無縁ということもあって、アカデミズムの世界で中沢の研究について論じられる機会は極端に少なかった。松村一男はこれについて、「なぜ中沢の神話論・宗教論が宗教学の枠内で論じられることがないのかといえば、それは皆、それを論じることで自分の研究の範囲の狭さが明らかになることを恐れているからかと思われる。そうした試みを行った場合には、弁明が伴う」と述べ、「これはゲーテ、フンボルト、フロイト、ユング、そして日本での柳田國男、折口信夫、吉本隆明などと同じく、名前を冠した「中沢学」という、世界を丸ごと理解しようとする試み」（29頁）として、『カイエ・ソバージュ』の総合性を評価している。
吉本隆明は、「日本の知識人の中でも一種の珍品」として一休とも比較しながら「人類の精神の考古学」という言葉を用いて高く評価している。編集者の松岡正剛は、中沢の語り口と編集能力を高く評価し、「さまざまな世界素材を解読しながら次々に動かしていく編集的プロセス」は自分と共通であると述べている（ただし、結論は異にするという）。また、一般の学術論文の多くはトピカ（場面、場所。適切な論点の配置と所在）が頭から抜け落ちているため、その論理が活躍できる場面がわからないという傾向があるが、中沢の語りは「場面」を持っており好ましく感じると評している。作家の島田雅彦、収集家・小説家の荒俣宏、糸井重里も中沢の著作を高く評価しており、糸井は中沢のように違う道を行く人を学者は邪魔しないでほしいと擁護している。政治家の岩井國臣は、中沢の動きもニューエイジ運動のひとつであると述べ、彼の『野生の科学』（2012年）は世界を変えていくに違いないと述べている。政治学者の中島岳志は、『日本の大転換』（2011年）を、原発事故を思想的に考察し、「世界が目指すべき新たな道を構想する壮大な文明論」であると高く評価している。
学問的厳密性を欠いた独特の著述スタイルに対しては、見田宗介などからの多くの批判が継続的にある。チベット学を代表する山口瑞鳳はゾクチェンを大きく取り上げる中沢への批判的見解を早くから示した。袴谷憲昭は1988年の「偽仏教を廃す」、1989年の「中沢新一批判 - 現代の摩訶衍」で中沢の仏教理解を批判し、吉本隆明・梅原猛・中沢新一の共著 『日本人は思想したか』（1995年）について、「仏教の基本的な『常識』さえ知らず好き勝手な発言を繰返している」「本書を書評の対象に選んだのは、かかるいかがわしいものをただ売るに任せることはできなかったからに過ぎない」と断じ、あいまいで説明不足な箇所や単純で基本的な誤りも少なくないと苦言を呈している。仏教の中観思想を高く評価する評論家の宮崎哲弥も、初期から中沢を批判している。『アースダイバー』（2005年）は地形ブームの端緒になったが、地学研究者からは自然科学的に見て誤りがあると指摘されている。一方、学者のあいだでも、蓮實重彦や浅田彰などその特殊性を評価する人物もいる。
フランクフルト・ゲーテ大学の日本文化学研究者リゼット・ゲーパルトは、政治的には「日和見主義」、「従来の専門的学問の否定と平行して、知に対するエッセイ風の姿勢があらわれる。この背後には、十九世紀末の耽美主義者やディレッタントやダンディのリバイバルがある」と評している。
宗教学者の堀江宗正は、中央大学などでの比較宗教論の講義をまとめた『カイエ・ソバージュ』について、著者オリジナルの思想が前面に出ており、仮に一般向けとしても、宗教学・神話学・人類学などの学問の啓蒙書と言えるのか疑問を呈した上で、研究書ではなく「実践的な思想の書である」と評している。中沢の議論は魅力的で、一部の学生を強く魅了したであろうが、冷めた見方をすれば、個人主義と合理主義に反対し普遍的共同体主義と非合理主義を賛美する立場であり、要約すると「人間も動物も自然も、皆兄弟である」という中沢の思想は、反近代主義的なロマン主義の一つのヴァージョンに過ぎないという。そして中沢の発言には、「対称性を実現しようとするあまり、無自覚に、外部との非対称性を打ち立て、自らを特権化する傾向を読み取ることができる」と指摘し、元々中沢が目指していた思想的実践から外れているのではないかと述べている。
宗教学者の大田俊寛は、『日本の大転換』（2011年）について、「反ユダヤ主義の傾向を隠し持った日本文化優越論、意識革命に立脚した共産思想喧伝のパンフレット」であり、その思考形態は、「ナチズム、ヤマギシ会という農業ユートピア、オウム真理教のような全体主義カルトのそれと基本的に同型」であり、「要するに農業が大事」という以上の具体案を読み取ることはできない、と評した。
ノンフィクション作家の岩上安身は、『はじまりのレーニン』（1994年）について、ソ連崩壊後に登場したほとんど唯一のレーニン賛美の書であるトンデモ本と酷評し、中沢はレーニンを「コスモス的秩序の中に安住する凡人には到底、到達できない深遠な真理を体現していた『アデプト（成就者）』」であるとしているが、オウム真理教が教義確立のタネ本にしたといわれる『虹の階梯』の筆者が、麻原が唱えたテロル正統化と同じ論理でロシア革命を全面的かつ絶対的に正当化していると評して問題視し、激しく批判している。また、宮崎哲弥や山口瑞鳳の一連の批判に答え、自分がどういった思想家であるか自ら明らかにしてほしかったと述べている。なお、レーニンの唯物論思想などをテーマにした『はじまりのレーニン』は、政治学者の白井聡がレーニン研究を始めるきっかけになった。
中沢の著作はオウム真理教への影響が大きく、事件前から教団と関わり麻原を高く評価していたが、事件後はオウムから距離を取りつつ批判し、宗教学者の島田裕巳のように糾弾を受けることなく、以前ほどではないにせよ活躍を続けている。中沢のオウム真理教との関わり方や発言、事件に対する態度には批判も少なくない。オウム真理教関連の評価の詳細は、次節を参考のこと。また、中沢は宗教学会と関わっておらず、このような経緯もあり、宗教学者には中沢を苦々しく思う人も少なくない。
中沢自身は、自らの「芸術人類学」について、熟考を重ねており、また一度大失敗をしているから、そうそう間違いはしないだろうと思う、と述べている。自分は宗教の実際を知っているから、どういったことが起こるかを経験でわかるが、そういったことを知らない人間が先生をしていることには疑問を感じるとも述べている。

## オウム真理教との関わり
袴谷憲昭は、中沢新一の『虹の階梯 - チベット密教の瞑想修行』（1981年、平河出版社）が、オウム真理教で聖典とも目されていたと述べている。オウムの後継団体Alephの元代表野田成人は、「教団の中では教祖である麻原彰晃の書籍以外は読んではいけないことになっていたが、『虹の階梯』はタネ本として半ば公になっており、教団内にふつうに存在し皆が参照していた」と述べている。中沢自身も、『虹の階梯』が麻原彰晃の座右の書であることに言及している。宗教学者の大田俊寛は、ポアという言葉をオウム真理教に教えたのは、『虹の階梯』であると指摘している。
『週刊ポスト』1989年12月8日号の中沢自身のインタビュー「オウム真理教のどこが悪いのか」では「僕が実際に麻原さんに会った印象でも、彼はウソをついている人じゃないと思った。むしろいまの日本で宗教をやっている人の中で、稀にみる素直な人なんじゃないかな。子供みたいというか、恐ろしいほど捨て身な楽天家の印象ですね」と麻原を持ち上げる自身の談話が掲載された。
中沢は宗教学の立場から新宗教についても論じ、1980年代の末に、自身のチベット仏教の研究からも影響をうけているオウム真理教に関心を示し、発言をしていた。1995年（平成7年）地下鉄サリン事件など一連の事件がオウム真理教による組織的犯行であることが発覚すると、中沢も批判の対象とされた。元オウム真理教幹部・現ひかりの輪の上祐史浩によると、1988年に麻原は、自分の前生のグルであると考えていた、当時のチベット仏教カギュ派の総帥カル・リンポチェと面会した。彼は麻原を高く評価し「偉大な仏教の師」とし、「あなた方のグルに奉仕し、そして彼がするようにといったことは何でもするようにしなさい」と説法したという。上祐は、この麻原への称賛に影響を受けた中沢は週刊誌の取材に対して「カル・リンポチェ師は、神秘的な人であり、簡単にだませる人ではないとして、オウムを肯定する根拠の一つとした」と述べている。
事件後の1997年には、中沢は朝日新聞において、麻原とは2回対談したが「彼は一種の天才的な直観力を持っており、密教の実践については並みの学者より深く正確だった」と評した。1995年8月には、青土社の雑誌「imago」の特集号として「オウム真理教の深層」を責任編集し、自身は、河合隼雄と元信者である高橋英利との鼎談、同じくオウム事件に関して批判を集めていた博物学者の荒俣宏、人類学者で信者だった坂元新之輔の両者との対談、クンダリニー・ヨーガを軸に宗教としてのオウムをとらえた論考「『尊師』のニヒリズム」を寄稿している。1995年4月25日号の雑誌週刊プレイボーイではインタビュー「宗教学者・中沢新一の死」が掲載され、オウム事件への間接的責任について問われると「こんなことにならないよう僕なりにがんばって来たつもりでしたが、努力が足らなかった。だから、＜宗教学者・中沢新一＞なんてもう終わりにします。そんな奴は死んだのです」と答えている。
以上のように、事件直後には教団に関して多くの発言を残したが、その後は積極的な発言はおこなっていない。その理由について本人は「マスコミの表面に出ている議論は、あの教団がもっているものに触れていない」「あの教団については、未だにわからない部分がある」と語っている。宮崎哲弥は、賛否はともかくオウム真理教を擁護したことで批判を受けながらも筋を通した吉本隆明や山崎哲に比して、中沢の態度は逃げであると評している。事件後、かつて共にニューアカデミズムブームの中心にいた浅田彰は、中沢と対談し「バカが本を誤読して暴走したからといって、本の著者に責任はない」と中沢を擁護した。
事件後、中沢は、自分と同じく強い批判に曝されたショスタコーヴィチやマルティン・ハイデッガーの伝記を熟読し、深く傷つきながらも作品の中にその傷をあらわさない彼らの姿勢に学んだ、と述べている。
福岡の講演会で坂本弁護士一家失踪事件に関し「創価学会をはじめとする宗教団体への調査の結果、どの宗教もオウムの仕業じゃないといった。別の組織によって八丈島へ連れて行かれ、埋められた」と聴衆に向かって発言。講演後に新聞記者にそのことについて聞かれて「嘘に決まってるじゃない」と一言。「自分の立場を有利に進めていくためには、どんなことでも言ってしまうわけよ。あの人は学会の植木等だよ、あのくらい調子よけりゃ、許せる部分もあるけどね」と小林よしのりに評される（別冊宝島229でのテリー伊藤との対談「お笑いオウム真理教」にて）。中沢の発言については、ノンフィクション作家の岩上安身も、中沢は直接話したことと正反対のことをメディアで発言しており、言うことがころころ変わると評している。
大田俊寛は、中沢は自らが関わったオウム事件について総括していないと述べている。また中沢は、チベット学者や仏教学者から批判にも応じていない。宮崎哲弥は、オウム真理教の教義が佐保田鶴治のヨーガ哲学と中沢の『虹の階梯』に拠るところが大きく、ともに新宗教の阿含宗系の出版社が版元であることに留意を促し、中沢は、オウム思想の母体を造った責任も含めて「ゾクチェンの毒、如来蔵思想の危険性を自ら認めるべき」であると述べ、こういった総括を行わない中沢の言説を日本の知的良識を代表する朝日、岩波といった出版社が引き受けている現状に疑問を呈している。
大田俊寛は、中沢は学問的フレームワークを十分に時間をかけて習得した形跡がなく、ニューアカ・ブームの波に乗って著名な知識人となり、非常に無自覚な仕方でオウムの運動を後押しており、オウム事件を総括しないのではなく、できないのではないかと述べている。そして事件当時、中沢は「方向性を見失ったオウム信者たちを今後は自分が引き受け、彼らに生き方の指針を示す」といったことを発言したが、研究者という立場にありながら軽々しく事態に介入し、グルの代わりに生き方を示すようなメッセージを軽薄に発してしまったことには大きな問題があったと厳しく批判し、「宗教学者として、近代における宗教の在り方や問題をどのように捉えるかという、学問的フレームワークを持っているべきだった」と評している。
仏教学者の福田孝雄は、1992年の朝日新聞の中沢の記事について、麻原との2度の対談で評価を下しているが、2回程度の対談で「そのすべての能力や宗教的境地の深浅の程度が、はたして分かるものだろうか」、そもそもそういった判断ができるほど密教学者や修行者と人間的交流があったのかと疑問を呈し、宗教学の客観的・実証的立場を忘れ、主観的価値判断に基づく評価を普遍化しようという目的による発言としか思えないと批判している。また同記事で、中沢は麻原について「結局、彼は宗教を利用した革命家だったのではないか」と述べているが、そうであるなら最初から革命家であって真正の宗教者ではないと指摘している。
批評家・芸術諸ジャンルの表現論研究者の佐々木敦は、オウム真理教の暴発に中沢の思想が本質的に関与したとは思わないと述べ、中沢は自己批判する必要もその責任もないとしている。ただし、中沢が「責任がない」 ことを説明する 「責任」 を果たしたかというと、微妙な気がすると述べている。
かつて文藝春秋社の社長を務めていた松井清人は自身の記事で「一連の事件で麻原が逮捕されたあと、島田裕巳氏のように過ちを認め、自分なりに総括を行った学者もいる。だが中沢氏には、反省のかけらもないようだ」と中沢を非難している。

### 島田裕巳の中沢批判
宗教学者の島田裕巳は『中沢新一批判、あるいは宗教的テロリズムについて』（亜紀書房 2007年4月）を出版し、苫米地英人、呉智英なども、オウム真理教に関連して中沢批判を発表している。
1996年には、『宝島30』誌上にて「私の中沢新一論」を展開。島田自身は〝異常なバッシング〝によって大学を辞職せざるを得なくなったのに対し、中沢はバッシングを巧みにくぐり抜けることに成功した。島田が中沢を擁護しないのは、オウム問題に対する中沢の姿勢に対して疑問を感じることに根差すと述べ、中沢が単なる噂や憶測に基づく怪情報を蔓延させた点を挙げている。その一つとして、中沢が「実行犯の大半が、北朝鮮の被差別部落出身」「林（郁夫）さんもそうだし。石井久子も」といった噂を多くの場所で繰り返し説いていた点を挙げている。このことに関して、四方田犬彦が中沢の差別問題に対する鈍感さに驚き、「いったい中沢はどうしたんだ」と島田に問いかけてきたという。さらに、中沢がチベット密教をはじめとする宗教全般に造詣が深く、中央大学の教授を務めているからといって、知的な権威として崇め奉ったり、その発言を真実として受け止める必要はなく、むしろ中沢自身も自分の発言を知的な権威が発したと受け取る世間に対し、違和感を持っているはずだと述べた。さらに、中沢が『諸君!』誌上にて浅田彰との対談の中で、「笑いのために書かれた本が、生真面目に誤読されてしまう不幸はドン・キホーテの昔から、防ぎようのないことです」と発言した内容を引用し紹介している。

## 発言

### チベット問題
中華人民共和国におけるチベット問題についてもたびたび発言をしている。ロバート・サーマン『なぜダライ・ラマは重要なのか』(講談社,2008年)の紹介文では、「中国はダライ・ラマを受け入れるとき、はじめて真の発展をとげることができるが、拒絶すれば、中国人の魂は市場経済のなかに、沈んでいってしまうだろう」と述べている。
また、ペマ・ギャルポとの対談でも「中華人民共和国が市場経済にソフトランディングしていこうとしているが、独裁政権と市場経済は両立しない」としたうえで、「十億人の人口を抱える中華人民共和国の崩壊は地球規模の問題である」と指摘し、「いろんな形で私たちが智慧を出し合い、干渉をおこなっていかなければならないと思います」と述べている。

## 家族
曾祖父の中沢徳兵衛は生糸生産と藍染を生業とした紺屋徳兵衛の子で、生糸の生産販売と貿易で成功し、東山梨郡加納岩村（山梨市）下神内川の豪商となった。甲府・日下部教会（日本メソジスト教会）を中心にキリスト教の布教を行いつつ民俗研究を行った山中共古とともに受洗し、自身も民俗研究も行った。祖父中沢毅一は徳兵衛とともに受洗した飯島信明の娘を妻とし、同様にキリスト教徒で一高教授を務め、昭和天皇に進講したこともある海洋生物学者（荒俣宏『大東亜科学綺譚』参照）。
父親の中沢厚は市議会議員（日本共産党所属）で民俗学者。叔父の中沢護人も日本共産党に所属した科学技術史家（製鉄に関する民俗学研究も行った）。妻は『タンタンの冒険旅行』など多くの作品を手がける翻訳家の川口恵子。義理の叔父（叔母の夫）は日本史学者網野善彦。遠縁に作家芹沢光治良がいる。

## 著書

### 単著
- 『チベットのモーツァルト』せりか書房、1983年／講談社学術文庫、2003年
- 『雪片曲線論』青土社、1985年／中公文庫、1988年
- 『野ウサギの走り』思潮社、1986年／中公文庫、1989年
- 『イコノソフィア――聖画十講』河出書房新社、1987年／河出文庫、1989年
- 『虹の理論』新潮社、1987年／新潮文庫、1990年／講談社文芸文庫、2010年
- 『悪党的思考』平凡社、1988年／平凡社ライブラリー、1994年
- 『蜜の流れる博士』せりか書房、1989年
- 『バルセロナ、秘数3』中央公論社、1990年／中公文庫、1992年／講談社学術文庫、2014年
- 『東方的』せりか書房、1991年／講談社学術文庫、2012年
- 『森のバロック』せりか書房、1992年／講談社学術文庫、2006年
- 『幸福の無数の断片』河出文庫、1992年
- 『ゲーテの耳』河出書房新社、1992年／河出文庫、1995年
- 『知天使（ケルビム）のぶどう酒』河出書房新社、1992年／河出文庫、1995年
- 『三万年の死の教え―チベット「死者の書」の世界』角川書店、1993年／角川文庫ソフィア 1996年
- 『リアルであること』メタローグ、1994年／幻冬舎文庫、1997年
- 『はじまりのレーニン』岩波書店、1994年／同時代ライブラリー、1998年／岩波現代文庫、2005年
- 『哲学の東北』青土社、1995年／幻冬舎文庫、1998年
- 『純粋な自然の贈与』せりか書房、1996年／講談社学術文庫、2009年
- 『ポケットの中の野生――ポケモンと子ども』岩波書店、1997年／新潮文庫、2004年
  - 『ポケモンの神話学――新版 ポケットの中の野生』KADOKAWA/角川学芸出版、2016年10月
- 『女は存在しない』せりか書房、1999年
- 『佐久夜』静岡新聞社、2001年
- 『フィロソフィア・ヤポニカ』集英社、2001年／講談社学術文庫、2011年
- 『緑の資本論』集英社、2002年／ちくま学芸文庫、2009年
- 『人類最古の哲学――カイエ・ソバージュ〈Ⅰ〉』講談社選書メチエ、2002年、単行新版2023年7月
- 『熊から王へ――カイエ・ソバージュ〈Ⅱ〉』講談社選書メチエ、2002年
- 『精霊の王』講談社、2003年／講談社学術文庫、2018年
- 『愛と経済のロゴス――カイエ・ソバージュ〈Ⅲ〉』講談社選書メチエ、2003年
- 『神の発明――カイエ・ソバージュ〈Ⅳ〉』講談社選書メチエ、2003年
- 『対称性人類学――カイエ・ソバージュ〈Ⅴ〉』講談社選書メチエ、2004年
  - 『カイエ・ソバージュ』講談社、2010年、新版2023年 - ※上記五巻の合本
- 『僕の叔父さん 網野善彦』集英社新書、2004年
- 『アースダイバー』講談社、2005年、増補版2019年
- 『芸術人類学』みすず書房、2006年
- 『三位一体モデル――TRINITY』東京糸井重里事務所、2006年。小著
- 『ミクロコスモスⅠ――夜の知恵』四季社、2007年／中公文庫、2014年
- 『ミクロコスモスⅡ――耳のための、小さな革命』四季社、2007年／中公文庫、2014年
- 『古代から来た未来人 折口信夫』ちくまプリマー新書、2008年
- 『狩猟と編み籠――対称性人類学Ⅱ』講談社〈芸術人類学叢書〉、2008年
- 『鳥の仏教』新潮社、2008年／新潮文庫、2011年6月
- 『神さま（日本のもと）』講談社、2011年6月
- 『日本の大転換』集英社新書、2011年8月
- 『野生の科学』講談社、2012年
- 『大阪アースダイバー』講談社、2012年
- 『日本文学の大地』KADOKAWA/角川学芸出版、2015年／角川ソフィア文庫、2019年
- 『熊楠の星の時間』講談社選書メチエ、2016年
- 『熊を夢見る』KADOKAWA、2017年
- 『虎山に入る』KADOKAWA、2017年
- 『アースダイバー 東京の聖地』講談社、2017年
- 『レンマ学』講談社、2019年
- 『アースダイバー 神社編』講談社、2021年
- 『今日のミトロジー』講談社選書メチエ、2023年
- 『精神の考古学』新潮社、2024年
- 『構造の奥　レヴィ＝ストロース論』講談社選書メチエ、2024年

### 共著
- （ラマ・ケツン・サンポ）『虹の階梯――チベット密教の瞑想修行』平河出版社、1981年
  - （ラマ・ケツン・サンポ）『改稿 虹の階梯――チベット密教の瞑想修行』中公文庫、1993年
- （細野晴臣）『観光――日本霊地巡礼』角川書店、1985年／ちくま文庫、1993年
- （竹田青嗣、遠藤雅伸他）『電子ゲームの快楽』日本ソフトバンク、1987年
- （夢枕獏、宮崎信也）『ブッダの方舟――対談集』河出書房新社、1989年／河出文庫、1994年
- （梅原猛）『古代への幻視――人類思想の再生をめざして』アルファ・アート出版、1988年／ちくま文庫、1990年
- 『せかいのはじまり（世界おはなし名作全集12）』（絵：飯田三代、木村昭平、土橋とし子）小学館、1990年8月、絵本
- （山田詠美）『ファンダメンタルなふたり』文藝春秋、1991年／文春文庫、1994年
- （吉本隆明、梅原猛）『日本人は思想したか』新潮社、1995年／新潮文庫、1999年
- （いとうせいこう、スガ秀実）『それでも心を癒したい人のための精神世界ブックガイド』太田出版、1995年
- （河合隼雄）『ブッダの夢――河合隼雄と中沢新一の対話』朝日新聞社、1998年／朝日文庫、2001年
- （山本容子）『音楽のつつましい願い』筑摩書房、1998年
- （河合隼雄、小林康夫、田坂広志）『こころの生態系』講談社+α新書、2000年
- （河合隼雄）『仏教が好き!』朝日新聞社、2003年／朝日文庫、2008年
- （赤坂憲雄）『網野善彦を継ぐ。』講談社、2004年
- 『モカシン靴のシンデレラ』（絵：牧野千穂）、マガジンハウス、2005年、児童向け小著
- （太田光）『憲法九条を世界遺産に』集英社新書、2006年
- （爆笑問題）『爆笑問題のニッポンの教養 現代の秘境は人間の“こころ”だ 芸術人類学』講談社、2007年
- （波多野一郎）『イカの哲学』集英社、2008年
- （坂本龍一）『縄文聖地巡礼』木楽舎、2010年
- （内田樹、平川克美）『大津波と原発』朝日新聞出版、2011年
- （内田樹）『日本の文脈』角川書店、2012年
- （伊東豊雄）『建築の大転換』筑摩書房、2012年／ちくま文庫、2015年
- （國分功一郎）『哲学の自然』太田出版、2013年
- （高山宏）『インヴェンション』明治大学出版会、2014年
- 『惑星の風景――中沢新一対談集』青土社、2014年
- （河合俊雄、廣井良典、下條信輔、山極壽一）『〈こころ〉はどこから来て、どこへ行くのか』岩波書店、2016年
- （小澤實）『俳句の海に潜る』KADOKAWA、2016年
- （遠藤雅伸、中川大地）『ゲームする人類—新しいゲーム学の射程輔』明治大学出版会、2018年
- （山極寿一）『未来のルーシー 人間は動物にも植物にもなれる』青土社、2020年
- （河合俊雄）『ジオサイコロジー 聖地の層構造とこころの古層』創元社、2022年

### 編著
- 『東洋の不思議な職人たち』平凡社・東洋文庫ふしぎの国（2）、1989年
- 『神々と妖精たち』平凡社・東洋文庫ふしぎの国（9）、1989年
- 『南方熊楠コレクションⅠ――南方マンダラ』河出書房新社・河出文庫、1991年／新装版、2015年
- 『南方熊楠コレクションⅡ――南方民俗学』河出書房新社・河出文庫、1991年／新装版、2015年
- 『南方熊楠コレクションⅢ――浄のセクソロジー』河出書房新社・河出文庫、1991年／新装版、2015年
- 『南方熊楠コレクションⅣ――動と不動のコスモロジー』河出書房新社・河出文庫、1991年／新装版、2015年
- 『南方熊楠コレクションⅤ――森の思想』河出書房新社・河出文庫、1991年／新装版、2015年
- 『吉本隆明の経済学』筑摩書房・筑摩選書、2014年

### 共編
- （鶴岡真弓、月川和雄）『ケルトの宗教ドルイディズム』岩波書店、1998年
- （河合隼雄）『私とは何か』岩波書店・叢書現代日本文化論（1）、1998年
- （坂口ふみ、西谷修、小林康夫）『宗教への問い（1）～（5）』岩波書店、2000年
- （河合隼雄）『あいまいの知』岩波書店、2003年
- （河合俊雄）『思想家河合隼雄』岩波書店、2009年
- （中川大地）『ゲーム学の新時代――遊戯の原理 AIの野生 拡張するリアリティ』NTT出版、2019年

### 訳書
- ポール・ブーイサック『サーカス――アクロバットと動物芸の記号論』せりか書房、1977年12月
- コルネリウス・アウエハント『鯰絵――民衆的想像力の世界』（共訳）せりか書房、1979年10月／岩波文庫、2013年
- P・G・ボガトゥイリョフ『衣裳のフォークロア』（共訳）せりか書房、1981年9月
- ジュリア・クリステヴァ『セメイオチケ（2）――記号の生成論』（共訳）せりか書房、1984年7月
- ジュリア・クリステヴァ（編著）『記号の横断』（共訳）せりか書房、1987年11月
- エヴァ・ヴァン・ダム『チベットの聖者ミラレパ』法蔵館、1994年7月
- クロード・レヴィ＝ストロース『サンタクロースの秘密』せりか書房、1995年12月
- マルク・ドゥ・スメト（編）『禅の言葉』紀伊国屋書店、1996年6月
- ミッシェル・ピクマル（編）『インディアンの言葉――北米インディアンの記録から』紀伊国屋書店、1996年9月
- マルク・ドゥ・スメト（編）『ブッダの言葉』（共訳）紀伊国屋書店、1996年12月
- ラマ・ケツン・サンポ『知恵の遥かな頂』（編訳）角川書店、1997年7月
  - 『チベットの先生』角川ソフィア文庫、2015年 ※上記を大幅に改訂・改題したもの
- ダライ・ラマ『ダライ・ラマ、イエスを語る』角川書店、1998年5月
- ジョセフ・ブルチャック（編）『それでもあなたの道を行け――インディアンが語るナチュラル・ウィズダム』（共訳）めるくまーる、1998年8月
- ラヴァット・ディクソン『グレイ・アウル――野性を生きた男』（共訳）角川書店、2000年6月
- ダライ・ラマ、ファビアン・ウァキ『ダライ・ラマ、生命と経済を語る』角川書店、2003年3月
- クロード・レヴィ＝ストロース『パロール・ドネ』講談社選書メチエ、2009年6月
- イヴォンヌ・ヴェルディエ『料理民俗学入門』くくのち学舎（冊子）、2009年9月

### 雑誌掲載論文・随筆・対談
- 「「赤マタ・黒マタ」祭祀の構造」『沖縄文化研究』２巻、法政大学、1975年
- 「斬り殺された異人――通底器としてのフォークロア」『伝統と現代』第38号、伝統と現代社、1975年
- 「街路の詩学――見世物芸の記号論分析にむけて」『思想』通巻640号、岩波書店、1977年
- 「鯰絵――構造人類学と日本学」〔C.アウエハント、小松和彦との共著〕『思想』通巻71号、岩波書店、1980年
- 「夢の作業と共同体の祭り」『伝統と現代』第43号、伝統と現代社、1980年
- 「意識の胎生学――タントラ仏教の身体論について」『思想』通巻698号、岩波書店、1982年
- 「柔らかい暴力機械」『現代詩手帖』26(7)、思潮社、1983年
- 「テクストの預言者」『現代詩手帖』26(11)、思潮社、1983年
- 「ゴジラの来迎――もう一つの科学史」『中央公論』98(14)、中央公論社、1983年
- 「アジア・アフリカにおける象徴と世界観の比較研究」〔高知尾仁との共著〕『アジア・アフリカ言語文化研究所通信』49号、東京外国語大学アジア・アフリカ言語文化研究所、1983年
- 「音、その分子的革命」『音の宇宙模型 -Sound Cosmodel-「夜想Extra」』ペヨトル工房、1984年
- 「アジア・アフリカにおける象徴と世界観の比較研究」〔宮崎恒二との共著〕『アジア・アフリカ言語文化研究所通信』52号、東京外国語大学アジア・アフリカ言語文化研究所、1984年
- "The zero logic of disease; a critique of violence". Monumenta Serindica 15, 117-166, (Tokyo: Institute for the Study of Languages and Cultures of Asia and Africa.) 9. 1986年
- 「神仏習合について――宗教学の視点から」『国文学 解釈と教材の研究』 32(7)、中央公論社、学燈社、1983年
- 「すばらしい日本捕鯨」季刊誌『ルプレザンタシオン』第1号、筑摩書房、1991年
- 「古代的マトリックス」季刊誌『季刊仏教』法藏館、1994年
- 「縄文・ミシャグチ・道祖神――環太平洋神話学への一試論」『東北学Vol.9』、東北文化研究センター、2003年
- 「患者を生かす看護のポイエーシス」『ナーシング・トゥデイ』18(2)、日本看護協会出版会、2003年
- 「苦行と快楽」、岩波講座『宗教／5 言語と身体 : 聖なるものの場と媒体』所収、岩波書店、2004年
- 「国文学と人類学」、『人文論叢』第79集、二松學舍大学、2007年
- 「なぜ今、チベット仏教か」季刊誌『ジッポウ』6号（2008夏号）特集「平和なれチベット」ダイヤモンド社、2008年
- 「経済とは何か 原点から考える」『INES特別レポート』新時代戦略研究所、2008年
- 「対称性の思考としてのアニミズム」『人と動物の関係学１ 動物観と表象』岩波書店、2009年
- 「脳内トポロジーとしての地図学」『仮想地球の試み 地域と地球をつなぐ』京都大学大学院アジア・アフリカ地域研究科、2010年
- 「民藝を初期化する」『Art Anthropology 05』多摩美術大学芸術人類学研究所、2010年
- 「野生の科学、あるいは新構造主義の時代」〔聞き手/石倉敏明〕(特集 現代思想の転回2014 : ポスト・ポスト構造主義へ)『現代思想』42(1)、青土社、2014年
- 「特集 農業と女性――JA愛知東女性部の活動と組織原理」〔石倉敏明、天野移山、川井真との共著〕『共済総合研究』通巻70号、JA共済総合研究所、2015年
- 「二つの「自然」 (特集 現代思想の新展開2015 : 思弁的実在論と新しい唯物論) -- (未来の自然)」『現代思想』43(1)、青土社、2015年
- 「討議 生きられた世界を復元できるか」〔山極寿一との対談〕 (特集 考古学の思想)『現代思想』46(13)、青土社、2018年

## 出演

### 映画
- 茅ヶ崎物語 〜MY LITTLE HOMETOWN〜

## 映画字幕翻訳
- 『裸のランチ』 監督：デヴィッド・クローネンバーグ
- 『リトアニアへの旅の追憶』 監督：ジョナス・メカス